# Cymbacha ocellata
Cymbacha ocellata là một loài nhện trong họ Thomisidae.
Loài này thuộc chi Cymbacha. Cymbacha ocellata được Ludwig Carl Christian Koch miêu tả năm 1874.